# Ratkovce
Ratkovce (deutsch Rattkowetz, ungarisch Ratkóc) ist eine Gemeinde im Westen der Slowakei mit 362 Einwohnern (Stand 31. Dezember 2024), die zum Okres Hlohovec, einem Teil des Trnavský kraj, gehört.

## Geographie
Die Gemeinde befindet sich im Ostteil des Hügellands Trnavská pahorkatina (Teil des Donauhügellands) am rechten Ufer des Dudváh. Das Ortszentrum liegt auf einer Höhe von 155 m n.m. und ist 12 Kilometer von Hlohovec sowie 15 Kilometer von Trnava entfernt.
Nachbargemeinden sind Pečeňady im Norden, Červeník im Osten, Žlkovce im Süden und Südwesten sowie Jaslovské Bohunice und kurz Veľké Kostoľany im Nordwesten.

## Geschichte
Im heutigen Gemeindegebiet befanden sich nach archäologischen Untersuchungen eine jungsteinzeitliche Siedlung, weiters Siedlungen der Bandkeramischen Kultur und der Lengyel-Kultur sowie eine Siedlung und Grabstätte aus der Zeit des Mährerreichs.
Ratkovce wurde zum ersten Mal 1388 als Ratkolch schriftlich erwähnt und war damals Teil des Herrschaftsguts von Burg Čachtice. Später was das Dorf Besitz der Tyrnauer Pfarrei beziehungsweise des Kapitels. Die Ortschaft war und ist bis heute landwirtschaftlich geprägt.
Bis 1918 gehörte der im Komitat Neutra liegende Ort zum Königreich Ungarn und kam danach zur Tschechoslowakei beziehungsweise heute Slowakei.
Von 1974 bis 1990 war Ratkovce Teil der Gemeinde Žlkovce.

## Bevölkerung
| Jahr                | 1994 | 2004    | 2014     | 2024    |
| ------------------- | ---- | ------- | -------- | ------- |
| Anzahl der Personen | 304  | 288     | 337      | 362     |
| Unterschied         |      | −5,26 % | +17,01 % | +7,41 % |

| Jahr                | 2023 | 2024    |
| ------------------- | ---- | ------- |
| Anzahl der Personen | 360  | 362     |
| Unterschied         |      | +0,55 % |

Nach der Volkszählung 2011 wohnten in Ratkovce 326 Einwohner, davon 313 Slowaken, drei Roma, zwei Magyaren sowie ein Tscheche. Sieben Einwohner machten diesbezüglich keine Angabe. 275 Einwohner bekannten sich zur römisch-katholischen Kirche, 15 Einwohner zur Evangelischen Kirche A. B., jeweils zwei Einwohner zu den Siebenten-Tags-Adventisten und zur griechisch-katholischen Kirche sowie jeweils ein Einwohner zur Bahai-Religion und zu den Baptisten; ein Einwohner bekannte sich zu einer anderen Konfession. 17 Einwohner waren konfessionslos und bei 12 Einwohnern wurde die Konfession nicht ermittelt.

## Bauwerke
- römisch-katholische Kirche aus dem Jahr 1756